# Trilogia Essex County
A Trilogia Essex County é uma coleção de três histórias gráficas curtas situadas no Condado de Essex, Ontario. De autoria de Jeff Lemire e publicadas originalmente em 2011 pela Top Shelf Productions. As três pequenas histórias são "Tales from the Farm" (2008), "Ghost Stories" (2008), e "The Country Nurse" (2009). Mais outras duas histórias intituladas "The Essex County Boxing Club" and "The Sad and Lonely Life of Eddie Elephant Ears" também estão incluídas. A coleção ganhou o Alex Award, o Doug Wright Award e o Joe Shuster Award. Em 2011, foi selecionado para o Canada Reads: The Essential Canadian Novels of the Decade (Os Romances Canadenses Essenciais da Década). E também deu a Lemire o Harvey Award para Best New Talent (Melhor Novo Talento) em 2008.
A Editora Mino publicou Condado de Essex no Brasil em 2017.

## Ordem de publicação
- Vol 1: Tales From the Farm (2008)
- Vol 2: Ghost Stories (2008)
- "Essex County Boxing Club" (short) (2008)
- Vol 3: The Country Nurse (2009)
- "The Sad and Lonely Life of Eddie Elephant-Ears" (2011)
- Essex County (Hardcover) (2011)
- Essex County (Paperback) (2011)